# Talbrücke Rälsbach
Die Talbrücke Rälsbach war eine Autobahnbrücke zwischen den Anschlussstellen 22 („Siegen-Süd“) und 23 („Wilnsdorf“) der A 45. Sie überquert den Rälsbach bei Rinsdorf, einem Ortsteil Wilnsdorfs. Gebaut wurde die Brücke von 1965 bis 1966.

## Technische Details
Die Brücke weist eine Höhe von ca. 25 m auf.
Das in der Autobahnachse 161 m lange Bauwerk besteht aus zwei getrennten Spannbetonüberbauten, mit dem Durchlaufträger als Bauwerkssystem in Längsrichtung.

## Neubau
Aufgrund der wachsenden Verkehrsbelastung und des fortgeschrittenen Alters der Brücke wurde diese im Zuge des Ausbaus der A45 ersetzt.
Offizieller Baubeginn war der 18. September 2017. Die geplante Bauzeit betrug drei Jahre. Die neue Brücke wird 37,4 m breit und 26,3 m (in der Mitte) hoch werden, um sechs Fahrstreifen plus zwei Seitenstreifen tragen zu können. Die neue Länge wird 175 m betragen. Die veranschlagten Kosten für das neue Bauwerk liegen bei 15,4 Millionen Euro.
Nach dem Neubau der ersten Brückenhälfte soll der Verkehr auf diese umgeleitet werden. Die alte Brücke wurde 2018 gesprengt, bevor dann mit der zweiten Hälfte des Neubaus begonnen werden konnte. Ende November 2017 wurde der Nordteil der Brücke gesprengt. Am 27. Februar 2022 wurde der südliche Teil der Brücke gesprengt.